# St Margaret’s at Cliffe
St Margaret’s at Cliffe – wieś w Anglii, w hrabstwie Kent, w dystrykcie Dover. Leży 23 km na południowy wschód od miasta Canterbury i 111 km na wschód od centrum Londynu.